# Неудачник и я
«Яйцо и я» (англ. The Egg and I) — американский фильм 1947 года, основанный на одноимённой автобиографической новелле Бетти Макдоналд. За роль в нём Марджори Мэйн была номинирована на получение кинопремии «Оскар» как лучшая актриса второго плана.

## Сюжет
Фильм рассказывает историю молодой супружеской пары: Бобба и Бетти.
Боб покупает птицеферму, как выясняется далее, находящуюся не в лучшем состоянии. Ему очень нравится жизнь за городом, поэтому и Бетти приходится терпеть все неудобства сельского быта. Но в отношения молодой пары встревает обольстительная соседка Харриэт…

## В ролях
- Клодетт Кольбер — Бетти
- Фред Макмюррэй — Боб
- Луиз Олбриттон — Харриэт
- Марджори Мэйн
- Перси Килбрайд
- Билли Хаус
- Ида Мур
- Дональд Макбрайд
- Элизабет Рисдон
- Ричард Лонг — Том Кетл
- Эстер Дейл — миссис Хикс
- Беатрис Робертс — медсестра (в титрах не указана)